# لي هاي-جين (لاعبة رماية)
لي هاي-جين (الكورية: 이혜진) هي لاعبة رماية كورية جنوبية، ولدت في 16 نوفمبر 1985.

## وصلات خارجية
- لي هاي-جين على موقع أوليمبيديا (الإنجليزية)